# Bloody Mary (fumetto)
Bloody Mary è una miniserie di fumetti di fantascienza di quattro numeri scritta da Garth Ennis e disegnata da Carlos Ezquerra. È stata pubblicata nel 1996 dalla divisione Helix della DC Comics. 
In Italia è stata pubblicata dalla Play Press in un volume unico da libreria e successivamente ristampata dalla Planeta DeAgostini, in un volume comprendente anche la seconda miniserie Bloody Mary: Lady Liberty.